# Isla de Ekinlik
Ekinlik, Κούταλη (Koutali) en griego, es una pequeña isla y miembro del archipiélago de Mármara, en la provincia de Balıkesir, de Turquía. Está ubicada entre la península de Kapidagi y la provincia de Tekirdağ. En Ekinlik, de 2,3 km² de superficie terrestre, según el censo de 2014, moraban 102 habitantes. Existe solo un pueblo, del mismo nombre que la isla. Hay barcos y transbordadores regulares que operan entre la isla Avşa, la isla de Mármara y Erdek, durante todo el año. En Ekinlik hay una tienda, tres playas e instalaciones turísticas muy limitadas.